# Autoroute M7 (Hongrie)
Pour les articles homonymes, voir M7 et Autoroute du Sud-Ouest.
L'autoroute hongroise M7 est une autoroute qui relie Budapest à la Croatie et la Slovénie via Székesfehérvár, le lac Balaton et Nagykanizsa. Elle correspond aux routes européennes E 60, E 65 et E 71.